# マリオテニスGC
『マリオテニスGC』（マリオテニスジーシー、MARIO TENNIS GC、Mario Power Tennis）は、キャメロットが製作し、2004年10月28日に任天堂が発売したニンテンドー ゲームキューブ用アクションスポーツゲーム。マリオテニスの第3作目。アメリカでは同年11月8日に、ヨーロッパでは2005年2月25日に発売された。
2009年1月15日に『Wiiであそぶ マリオテニスGC』としてWii向けに移植された。

## システム
前作『マリオテニス64』でのお手軽ながら本格的なゲーム性や操作感はそのままに『スペシャルショット』という各キャラ二つずつの必殺技を導入、ゲームの幅が広がった。スペシャルショットをオフにすることで従来どおりのテニスも楽しめる。
ニンテンドーゲームキューブ版は互換性機能によりWiiでもプレイ可能。

## Wii版の変更点
- Wiiリモコンを振ることでショットをする。トップスピン、スライススピンはGC版で言うところのボタン二回押しのショットしか打てなくなった。フォアハンド（英語版）、バックハンド（英語版）の打ち分けも出来る[3]。
- チャージは目の前にボールが来ると自動で行うようになった。
- キャラクターの移動はオートになった。ヌンチャクをつけることで従来どおり自分で動かすことも出来る[4]。
- チャージエフェクトの変更など随所に渡ってエフェクトが変更されている。
- メカクッパバトル、ゲッソーチャレンジなど一部のミニゲームのルールが若干変更されている。
- サーブのスピードが全体的に落ち、ナイスショットが削除された。
- スペシャルショットゲージの追加。
- クローズアップリプレイの追加。
- 16：9のワイド画面に対応。
- 対戦時に画面分割するようになった。

## ゲームモード
トーナメントモード
コンピュータが操作する7人のキャラクターとのトーナメント。ダブルスではパートナーキャラを自由に決められる。スペシャルショットはオン固定。
ワールドツアー
最初から選択できる。キノコカップ、フラワーカップ、スターカップの三種のカップ戦がある。
ギミックマスターズ
ピーチドーム以外のギミックコートを転戦する。ファイアカップ、サンダーカップの二種のカップ戦がある。
スタートーナメント
ワールドツアーを制覇したキャラクターでのみプレイできる。参加者全員がスターキャラになっており、コンピュータの思考能力も上がっている。レインボーカップ、ムーンライトカップ、プラネットカップの三種のカップ戦がある。

エキシビション
様々なルールのテニスを楽しめる。スペシャルショットのオン・オフが設定できる。
スタンダード
通常のテニスゲーム。
リングショット
コート上に浮いているリングにボールを通してポイントを稼ぐ対戦モード。
アイテムバトル
コート上に設置されているアイテムボックスにボールを当て入手できるアイテムで敵を妨害できる対戦モード。前作の「クッパバトル」に当たる。

スペシャルゲーム
テニスを基にしたミニゲームをプレイできる。

## キャラクター

### プレイヤーキャラクター
括弧内はそのキャラクターのタイプを表す。
最初からのキャラクター
- マリオ（オールラウンド[5][6]）
- ルイージ（オールラウンド[5][7]）
- ピーチ（テクニック）
- デイジー（テクニック）
- ワリオ（パワー）
- ワルイージ（ディフェンス）※前作の「テクニック」タイプから変更、新しいタイプとなる。
- ヨッシー（スピード）
- ノコノコ（スピード）
- ドンキーコング（パワー）
- ディディーコング（スピード）
- テレサ（トリッキー）
- ヘイホー（テクニック）
- クッパ（パワー）
- クッパJr.（トリッキー）

隠しキャラクター
- プロペラヘイホー（トリッキー）
- パタパタ（テクニック）※前作の「トリッキー」タイプから変更。
- ハナチャン（ディフェンス）
- ボスパックン（パワー）

ある程度トーナメントが進むと、隠しキャラや隠しコートが使えるようになる。
詳しくは後述するが、ヨッシーは防御系スペシャルショットで体の色を変えることができる。
ダブルスでの優勝シーンはワンパターンだが、シングルスの優勝シーンはキャラによって異なる。

### オープニングムービーのキャラクター
- ベビィマリオ
- ベビィルイージ
- キノピコ

## スペシャルショット
ボールを数回打ち返す事でラケットの周りが光り(スペシャルショットゲージ)、スペシャルショット（必殺技）が打てるようになる。走ったりショットのパワーを貯めたりすることによりゲージを早く溜めることができる。一度使用すると光は消える。なお、挑発（アピール）をすることによって光を少し弱くすることができる。スペシャルショットは次の2種類がある。
攻撃系
普段より強力なショットが打てる。A、またはXボタンで使用（WiiではAボタンを押しながらリモコンを振る）。
防御系
遠くて届かないボールを打ち返せる。B、またはYボタンで使用（WiiではBトリガーを押しながらリモコンを振る）。ボールが遠い所にあればAボタンを押してもこちらが発動する。
攻撃系・防御系の切り替えはオート・マニュアルの切り替えができる。マニュアルにした場合、届かないボールを攻撃系で打とうとすると、空振りして転ぶ。また、一部のキャラクターでは防御系ショットを使用してもボールとの距離の関係で届かない場合がある。

### 各キャラのスペシャルショット
- マリオ
  - 攻撃系 - アイアンハンマーショット[5]　鋼鉄のハンマーで炎に包まれた剛速球を放つ。ボールはまっすぐ飛ぶが剛速のため打ち返しにくい。打ち返すと後ろに大きく吹き飛ばされる。ハンマーの元ネタは『ドンキーコング』から。
  - 防御系 - スピンジャンプレシーブ[5]　得意のスピンジャンプでボールに追いつき、打ち返す。防御系にしては珍しく、距離が離れすぎていると失敗してしまうことがある。
- ルイージ
  - 攻撃系 - ピコピコハンマーショット[5]　ピコピコハンマーでスライススピンのかかったボールを打つ。このボールを打ち返すと、しばらく操作が逆になってしまう。
  - 防御系 - オバキュームレシーブ[5]　「オバキューム」でボールを吸い寄せ、打ち返す。オバキュームをしまうのに少し時間を要する。元ネタのオバキュームは『ルイージマンション』で登場した道具。
- ピーチ
  - 攻撃系 - ハートスピンショット　ハートに包まれスピンをしながら、強烈なスライススピンをかけた変化球を放つ。打ち返したキャラは勝手にピーチのいる方向に移動してしまう。打点が低すぎても高すぎても失敗する。
  - 防御系 - ハートキャッチレシーブ　投げキッスでボールを誘惑し、呼び寄せたボールをロブで必ず打ち返す。
- デイジー
  - 攻撃系 - ワンダーフラワーショット　ラケットを花びらが包み、トップスピン、フラット、スライススピンのいずれかを放つ。どれを放つかは花びらの色で決まる。ピーチ同様、打ち返したキャラは勝手にデイジーのいる方向に移動してしまう。
  - 防御系 - フラワーカーペットレシーブ　デイジーの周りに花畑が出現、その上をすべるように移動してショット。ボールから距離が離れすぎていると失敗することがある。
- ワリオ
  - 攻撃系 - サンダーギブスショット　オープニングムービーに登場したギプスが現れ、ワリオにトップスピンのかかった剛速球を打たせる。ボールを打ち返すと痺れてしまい、しばらく動けなくなる。
  - 防御系 - ウルトラハンドレシーブ　「Ｗ」のポーズをとった直後に往年の任天堂製玩具『ウルトラハンド』のアームにラケットを持たせ、そのリーチで打ち返すスペシャルショット。
- ワルイージ
  - 攻撃系 - ビールマンショット　「Γ」のポーズをとり、体をひねって高速回転しその勢いで強力なトップスピンボールを放つ。打ち返すと回転して操作がしづらくなる。ビールマンという名称は、フィギュアスケートのアップライトスピンの一種「ビールマンスピン」から。打点が低すぎると失敗する。
  - 防御系 - スイミングレシーブ　コートが水に覆われ、その上を平泳ぎで泳ぎボールに追いつくスペシャルショット。必ず打ち返せる。
- ヨッシー
  - 攻撃系 - ふんばりショット　ふんばりジャンプで力を溜め、虹の軌跡を残すショットを放つ。踏ん張りジャンプをしながら打つため、どんなに高いボールでも対応できるが、距離が離れすぎていると失敗することがある。打ち返した相手は水に捕らわれ動きが遅くなる。
  - 防御系 - ごろごろたまごレシーブ　たまごに変身し、高速移動でボールに追いつく。元ネタは『大乱闘スマッシュブラザーズDX』で使える同名の必殺ワザからで、『スマブラ』から逆輸入された。一定条件を満たした後は発動するたびにヨッシーの色（『ヨッシーストーリー』に登場した8色）が変わる仕様に変化し、色によって若干ながら性能も変化する。
- ノコノコ
  - 攻撃系 - ウォータースキップショット　ラケットに水を浴びせ、水分を帯びた強いドロップショットを放つ。打ち返したキャラは、水に捕らわれて動きが鈍る。
  - 防御系 - ウォーターシェルダッシュ　水に包まれた甲羅に篭り、高速移動して打ち返す。ネットからの距離が遠すぎると失敗する。
- ドンキーコング
  - 攻撃系 - バレルキャノンショット　ハンドスラップで後方にタル大砲を召還し自らを大砲に装填、発射される勢いでショットする。ボールを取れる範囲が非常に広い。ボールは炎に包まれており、打ち返すと後ろに大きく吹き飛ばされる。
  - 防御系 - ブーメランバナナレシーブ　ラケットをバナナに変化させブーメランの要領でボールに当て、打ち返すスペシャルショット。
- ディディーコング
  - 攻撃系 - アクロバットバナナショット　バナナのような曲線姿勢をとった後に非常に強いスライススピンショットを放つ。打ち返すとバナナで滑ったように大きく転倒して動けなくなってしまう。
  - 防御系 - バレルジェットレシーブ　バレルジェットを装備、空中を飛行してボールに追いつき打ち返すスペシャルショット。元ネタのバレルジェットは『ドンキーコング64』で彼が使っていた装備。
- テレサ
  - 攻撃系 - がったいテレサショット　ラケットに大量にミニテレサを集め、テレサ形のラケットに変化させ、強いスライススピンを放つショット。打つ際にミニテレサはラケットから離れボールと共に飛んでいくためボールを視認しにくい。打ち返すと混乱して移動操作が逆になる。打点が高いと失敗する。
  - 防御系 - いっぱいテレサレシーブ　巨大化して多数のテレサに分裂、ボールを必ず打ち返す。
- ヘイホー
  - 攻撃系 - ヤリヤリサンダーショット　「ヤリヤリダンサー」に変身して踊った後手持ちの槍に電気を充填、電気を帯びた強力なロブを打つ。打ち返すと痺れて少しの間動けなくなる。元ネタは『スーパーマリオ ヨッシーアイランド』に登場した同名のザコ敵からだが、雷を起こすのは本作オリジナルである。
  - 防御系 - ヤリヤリダンサーレシーブ　「ヤリヤリダンサー」に変身して踊った後、手持ちの槍を伸ばしてショットする。
- クッパ
  - 攻撃系 - ファイヤーブレスショット　おなじみ火炎放射をボールに浴びせ、炎をまとった剛速球を放つ。打ち返すと大きく吹き飛ばされる。
  - 防御系 - スピニングシェルダッシュ　甲羅にこもって高速移動する技「スピニングシェル」でボールに追いつき、打ち返す。元ネタは『大乱闘スマッシュブラザーズDX』で使える同名の必殺ワザからで、『スマブラ』からマリオシリーズに逆輸入された。
- クッパJr.
  - 攻撃系 - マジックペイントショット　『マジックブラシ』でボールにペイント、ダミー弾も二つ作り打ち返す。ボールが三つ飛んでくるが、本物は真ん中のボール。打ち返すと足にペンキが付着して動きが鈍くなってしまう。元ネタのマジックブラシは『スーパーマリオサンシャイン』で彼が使っていた道具。
  - 防御系 - ローリングブラシレシーブ　非常に速いスピードでコートの最後方に移動、『マジックブラシ』を高速で旋回させボールに突撃して打ち返す。
- プロペラヘイホー
  - 攻撃系 - トルネードショット　プロペラヘイホー自身が高速回転してショット。打ち返した相手はくるくる回ってしまい操作が不自由になる。高速回転で起こる竜巻の影響か、攻撃系の中では唯一ボールを引き寄せて放つショットである。
  - 防御系 - サイクロンレシーブ　竜巻を起こし、ボールを竜巻に乗せて相手のコートに送り返す。
- パタパタ
  - 攻撃系 - フライングスピンロブ　一歩下がり、スピンしながら強力なロブを打つ。打ち返すと回転して操作がしづらくなる。
  - 防御系 - ロケットダイビングレシーブ　大きく飛翔し、高速でボールに突っ込み打ち返す。
- ハナチャン
  - 攻撃系 - クレイジーツイストショット　体をひねって激怒し、怒りのパワーでショットする。打ち返すと回転して操作がしづらくなる。
  - 防御系 - バタフライレシーブ　成虫（チョウ）に変態し、空を飛んで打ち返す。打ち返した後は元に戻る。
- ボスパックン
  - 攻撃系 - ゴックンドロショット　ラケットを飲み込み、泥まみれにして吐き出しショット。相手は泥に捕らわれ、動きが遅くなる。
  - 防御系 - ドロパックンレシーブ　コートにチョコレート色の泥を吐き、そこから生まれる「ドロドロパックン」に弱めのドロップショットを打たせるスペシャルショット。元ネタは『スーパーマリオサンシャイン』で使っていた攻撃から。まれに失敗する。

## コート
各コートによってバウンドのしやすさ、球の速さなどが異なる。またピーチドーム以外の各コートでは何も仕掛けが無い通常のコートと、普通のテニスには無い新たな要素が盛り込まれたギミックコートの二種類が用意されている。
主審は全てキノじいが担当し、副審と線審はコートごとに異なっている。
ピーチドーム
キノコ城近辺に建設された巨大なテニススタジアム。巨大スクリーン完備。対戦を重ねるたびに背景が変化していく。
- ハードコート - コンクリートでできた標準的なコート。
- クレイコート - 赤土を敷き詰めたコート。バウンド、弾速が目に見えて落ちる。
- グラスコート - 芝生のコート。弾速が早い。
  - 副審と線審はキノコ族が担当。コートボールはジュゲムが釣り竿で運ぶ。

ルイージマンションコート
GC用ソフト『ルイージマンション』を模したコート。
- ギミックコート - オバケがコート上を徘徊するようになり、プレイを妨害してくる。ライトが描かれた部分にボールを着弾させるとオバケが全滅する。
  - 副審と線審はオバケが担当。コートボールはお化けが横切って運び、ボールを消す。

ドルピックタウンコート
GC用ソフト『スーパーマリオサンシャイン』のドルピックタウンの広場周辺に作られたコート。
- ギミックコート - コートに描かれた「ドロドロパックン」の絵にボールをバウンドさせるとドロドロパックンがそこへ泥を吐く。コート上に設置されているスイッチを押すことで水が発射され、泥を落とすことが出来る。
  - 副審と線審はモンテ族が担当。コートボールはモンテ族が横切って運ぶ。

ワリオファクトリーコート
GBA用ソフト『メイド イン ワリオ』を模したコート。コート自体はオリジナルで、BGMはGC用ソフト『ワリオワールド』のものをアレンジしている。
- ギミックコート - コート全体がベルトコンベアになり、ネット上を移動する矢印にボールをぶつけることでベルトコンベアの動きを変えることが出来る。
  - 副審と線審はボムへい（赤と青）が担当。フォルトやアウトの時は体を上げて爆発音を出すが、64版と違い自爆はしない。コートボールは導火線に火が付いたボムへいが体を赤と青に点滅させながら走って向い、ボールと共に自爆し消滅する。

ボスゲッソーコート
GC用ソフト『スーパーマリオサンシャイン』のステージ「リコハーバー」の一角に作られたコート。
- ギミックコート - コート上にファールゾーンが存在する。ボールを着弾させた位置によってファールゾーンも変化する。
- 副審と線審はゲッソーが担当。コートボールは赤コウラが横切り、弾き飛ばす。

ドンキージャングルコート
SFC用ソフト『スーパードンキーコング』を模したコート。コート自体はオリジナル。
- ギミックコート - ネット上を「クラップトラップ」が徘徊するようになる。ボールをぶつけることでクラップトラップを相手コートへ送り込むことができ、プレイヤーに噛み付く。数が増えるごとに動きが鈍くなる。
- 副審と線審はクリッターが担当。コートボールはクラップトラップ（黄緑）が加えて運ぶ。

クッパキャッスルコート
隠しコート。クッパ城内のコート。BGMはGC用ソフト『スーパーマリオサンシャイン』のクッパ戦のアレンジ。
- ギミックコート - プレイヤーの位置によってコートが傾くようになる。前作の『クッパステージ』と同様のコート。このステージのみ、アイテムバトルでもギミックが働く。
- 副審と線審はミニメカクッパとカメックが担当。コートボールはポールの上に付いた、クッパの頭部を模した火炎放射器で焼く。

マリオクラシックコート
隠しコート。FC用ソフト『マリオブラザーズ』を模したコート。
- ギミックコート - 「シェルクリーパー」、「ファイターフライ」、「サイドステッパー」、「フリーザー」がコート上を徘徊するようになる。ネット上に設置されているPOWブロックにボールを当てると敵キャラが転び、転んだ状態で触れると倒すことが出来る。各敵キャラを倒すとスペシャルショットゲージが少し上昇する。フリーザーを破壊するとコート一面が凍り、滑りやすくなる。
- 副審と線審はサイドステッパー（青と赤紫）が担当。コートボールはサイドステッパーが横切り、ハサミで運ぶ。

### スペシャルゲーム
各コートごとに、テニスを題材にしたミニゲームを楽しむことが出来る。初級レベルをクリアすると中級・上級レベルができるようになる。
ペイントテニス
壁に貼られたキャラクター達の絵に色をつけるゲーム。左右の土管から色のついたペイントボールが出てくるので、ドロップやロブをうまく使い分けながら、正しい色を着色する。お手本は、プレイヤーの立っているコートにある。まだ着色していなかったり、間違った色を着色している場合はその部分が白く点滅する。制限時間はそれぞれ5分。画面には1秒単位で表示されているが、実際は1/100秒単位で計測されている。ペイント率100％までの時間を競う。
Wii版では制限時間が10分に延長されている。
- マリオ
- ルイージ
- ディディーコング
- クッパ＆クッパJr.
- ヨッシー

オバケバスター
オバケにボールを当ててポイントを加算していくゲーム。目の前に8つのオバケの描かれた絵があり、そこにボールを当てる。この時、絵が動いていない状態なら1点、動いていたら2点、オバケが少し出てきていたら3点、完全に出ていたら5点もらえる。オバケが完全に出てしばらくすると、どこかへ行ってしまう。中には、プレイヤーに取り憑いて動きを鈍くするものもいる。
- ヒヤヒヤオバケ…1分以内に50ポイントとる。
- ビクビクオバケ…2分以内に150ポイントとる。
- ドキドキオバケ…3分以内に300ポイントとる。
- オバケチャレンジ…ボール1コだけでポイントを競う。

シャインDEビンゴ
反対側のコートの泥を消して、ビンゴを狙うゲーム。3つのスイッチがあり、光っているものを踏むと水の玉が出てくるので、それを打ち返して泥を消す（1点加算）。タテ・ヨコ・ナナメいずれかの泥を消せば、得点が入る。また同時に2列以上ビンゴを作れば高得点。
Wii版では水の玉が自動で発射されるようになった。
- シャインポカポカ…2分以内に50ポイントとる。
- シャインサンサン…2分以内に75ポイントとる。
- シャインギラギラ…1分30秒以内に75ポイントとる。
- シャインチャレンジ…3分間でのポイントを競う。

ファクトリーファイト
制限時間2分でワンワンにボールを食べさせて得点を稼ぐゲーム。大砲から発射されたボールをワンワンに当てれば1点。時々ボムへいが発射され、当てるとワンワンが赤くなる。この時にボールを当てると2点入るが、さらにボムへいを当てるとワンワンが怒り追いかけてくるので、Aボタンを連打して水を発射させ、ワンワンを静める必要がある。その後は元のワンワンに戻る。もうひとつに水の玉があり、これを当てると赤い状態のワンワンをもとの状態に戻すことができる。ただし、普通の状態で当てるとワンワンが眠ってしまうので、ボムへいで起こす必要がある。なお、発射されたものは自分のワンワンだけでなく、相手のワンワンにも当てることもできる。COMはレベルが上がるほどこの手を多用してくる。全て1位になればクリア。
Wii版でははらへり、はらぺこからハンデがなくなった代わりにコンピュータの思考能力が格段に上がっている。
- はらはらワンワン…ハンデなし
- はらへりワンワン…COMに10ポイントハンデ。
- はらぺこワンワン…COMに30ポイントハンデ。

ゲッソーチャレンジ
ボスゲッソーとどれだけラリーが続くか競うゲーム。ゲッソーの返すボールには規則性があり、こちらが打ったボールが向こうにバウンドしたときのエリアの色と同じ色のところに返ってくる。×マークにボールを落としてしまうと、その時点で終了となる。また、ラリーを続けているとバッテンマークが最大3個まで増える。
Wii版ではともだち、ライバル、マスターのノルマ回数が激減しており、二回までミスが許されるようになった。
- ともだちゲッソー…20回ラリー
- ライバルゲッソー…50回ラリー
- マスターゲッソー…100回ラリー
- ラリーチャレンジ…ラリーの数を競う。

バルーンパニック
バルーンを割られないようにクラップトラップ（赤、黄緑、青）を上手く誘導するゲーム。1つでも割られるとゲームオーバー。クラップトラップはバルーンに向かうように進路が電流で表示され、アミダのようにゆっくり登っていく（電流はクラップトラップの色と同じ）。登っている最中にクラップトラップにボールを当てると「！」マークが表示され、一瞬だけ動きが止まる。途中にあるパネルにボールを当てることでパネルが裏返り、進路を変更することができる。
- そこそこパニック…10匹のクラップトラップから2つの風船を守る。
- けっこうパニック…20匹のクラップトラップから3つの風船を守る。
- とんでもパニック…30匹のクラップトラップから4つの風船を守る。
- パニックチャレンジ…4つの風船をどれだけ守れるか数を競う。

メカクッパバトル
スーパーマリオサンシャインに登場したメカクッパとバトルするゲーム。フィールドは円形で落ちることはないが、回転テーブルのように回転することがある。HPはゲージ式で表示され、ゼロにすれば勝利となる。逆にプレイヤーのHPが無くなるとゲームオーバーになる。Aボタンでチャージショットを出すことが可能で、タメ押しで威力がアップする。一発のダメージ量は少ないが、連続で出すことが出来る。
メカクッパからはボムへいやキラーがプレイヤーに向けて発射され、それぞれメカクッパに向けて打ち返すしてダメージを与えることができる。ボムへいは一定時間立つと自爆し、キラーはプレイヤーが避けるか打ち返さない限り着弾し、ダメージを受ける。また、口から出る火炎放射は大きなダメージを受けることがあり、メカクッパが壊れる毎に連続で出すことがある。その他、キノコやスターといったアイテムが出現する。
Wii版ではチャージショットがキノコ、スーパースターを取ったときにしか打てなくなった代わりにメカクッパがボムへいを大量に繰り出すようになり、こちらがメインの攻撃手段となる。
- はりぼてボディ…メカクッパ体力 小
- むきむきボディ…メカクッパ体力 中
- こうてつボディ…メカクッパ体力 大

コインゲットバトル
土管から出てくるコインを時間内ひたすら集めて得点を稼ぐ。最初の位置はルーレットで決定される。普通のコインは10点、赤コインは50点、青コインは100点加算される。その他にはキノコ、スター、サンダーといったアイテムも放出される。ファイアーボールに当たると吹き飛ばされ、タイムロスになる。キノコは移動速度がアップ、スターは無敵、サンダーは手に入れた人以外のプレイヤーを小さくすることができる。ネット上を動いているPOWブロックにボールを当てれば、1つ前の人と場所を交換できる。
Wii版ではCHANGEブロックにボールを当てることによってキャラの位置を変えるようになり、赤のPOWブロックは赤コインを、緑のPOWブロックはファイアボールを大量に出現させる効果に変わった。また、ノルマのスコアも変更されている。
- フィーバー…1分以内に1000ポイントとる。
- ジャックポット…2分以内に4000ポイントとる。
- ゴールドラッシュ…3分以内に10000ポイントとる。
- コインチャレンジ…ファイアーボールに当たるまでの得点を競う。